# Gang Green
I Gang Green sono un gruppo hardcore punk statunitense formati a Braintree nel 1981. Sono considerati tra i maggiori esponenti della scena hardcore di Boston, sebbene fossero notevolmente diversi dal resto della cosiddetta Boston Crew, caratterizzata da forte impegno politico e da una visione straight edge, all'opposto della loro, appassionati di heavy metal, conservatori, amanti della birra e con dipendenze da cocaina.
Apparsi per la prima volta nelle compilation This Is Boston, Not L.A. (1981) e Unsafe at Any Speed (1982), si sciolsero nel 1983 dopo la pubblicazione del loro EP Sold Out, prima pubblicazione per la Taang. Riuniti con una nuova formazione nel 1985, pubblicarono quello che è considerato il loro album cardine, Alcohol, disco "anti-straight edge" in stile AC/DC che ha avuto influenze su gruppi come Metallica e The Meatmen.
Sciolti nuovamente nel 1998, la band si riforma nel 2000 ed è tuttora attiva per una serie di concerti.

## Discografia

### Album di studio
- 1986 - Another Wasted Night - Taang!
- 1987 - You Got It - RoadRunner
- 1989 - Older...(Budweiser) - Roadrunner
- 1990 - Can't Live Without It - Roadrunner
- 1997 - Another Case of Brewtality - Taang!

### EP
- 1983 - Sold Out - Taang!
- 1985 - Alcohol - Taang!
- 1985 - Skate to Hell - Taang!
- 1986 - Drunk and Disorderly - Taang!
- 1986 - Drunk and Disorderly, Boston MA - Deluxe
- 1987 - P.M.R.C. Sucks - Taang!
- 1988 - I81B4U - Roadracer
- 1998 - Back & Gacked - Taang!

### Album dal vivo
- 1990 - Can't LIVE Without It - Roadrunner Records

### Raccolte
- 1991 - King of Bands - Roadrunner
- 1997 - Preschool - Taang
- 2003 - You Got It/Older...(Budweiser) - Roadrunner
- 2006 - The Taang Years - Golf

### Apparizioni in compilation
- 1982 - This Is Boston, Not L.A.

## Formazione

### Formazione attuale
- Chris Doherty - voce, chitarra (luglio 1981 - 1998, 2000 - tour occasionali)
- Walter Gustafson - batteria (febbraio 1984 - settembre 1985, febbraio - agosto 1991, 1996 - 1998, oggi)
- Bob Cenci - chitarra
- Matt Sandonato - basso

### Ex componenti
- Chuck Stilphen - chitarra (febbraio 1984 - 1986)
- Tony Nichols - chitarra (novembre 1986 - aprile 1987)
- Fritz Erickson - chitarra (aprile 1987 - maggio 1990)
- Mike Lucantonio - chitarra (maggio 1990 - 1992)
- Mike Earls - chitarra (1996 - 1998)
- Bill Manley - basso (luglio 1981 - Mar 1983)
- Glen Stilphen - basso (febbraio 1984 - 1986)
- Joe Gittleman - basso (novembre 1986 - agosto 1989)
- Josh Pappe - basso (agosto 1989 - 1991, morto 2020)
- Kevin Brooks - basso (1991 - 1992)
- Mike Dean - batteria (luglio 1981 - marzo 1983)
- Brian Betzger - batteria (1986 - febbraio 1991, settembre 1991 - 1992)